# Divisão norte-sul

A divisão norte-sul no mundo.

A divisão norte-sul é uma divisão sócioeconômica e política utilizada para atualizar a Teoria dos Mundos. A partir dessa divisão, separa-se os países desenvolvidos, chamados de países do norte, dos países do sul, grupo de países subdesenvolvidos ou em desenvolvimento, divididos no mapa através de uma linha imaginária. Apesar do nome, alguns países do norte também estão abaixo da linha do equador, como a Austrália e a Nova Zelândia que, mesmo assim, fazem parte do grupo de países do norte, os desenvolvidos.
Anteriormente, o grupo dos países do sul era chamado de Terceiro Mundo, porém esta definição tornou-se errônea desde a extinção do grupo de países socialistas, pertencentes ao Segundo Mundo, pois não faz sentido usar tais denominações quando um Segundo Mundo já não mais existe.
Apesar de estar em desuso, ainda utilizamos as expressões países do norte e do sul que são mais adequadas para descaracterização ideológica, mas não evidenciam as desigualdades entre os países de cada bloco. Podemos usar as expressões países ricos e pobres, também.
Alguns estudiosos, no entanto, como o professor de geopolítica André Roberto Martin (FFLCH-USP), questionam a utilidade dessa divisão do mundo. Para Martin, faz mais sentido que se o dívida entre países capazes e incapazes de influenciarem a ordem mundial vigente, as tomadas de decisão global. A principal divergência do seu modelo em relação ao mais aceito está na inclusão da China entre os países do Norte, dado o imenso peso político que tem hoje, e a inclusão da Austrália no Sul, dada a sua debilidade nas grandes negociações globais e na sua sujeição aos Estados Unidos, a despeito de sua riqueza.